# Welcome to the Machine
"Welcome to the Machine" es la segunda canción escrita por Roger Waters, grabada y publicado por la banda de rock progresivo Pink Floyd, lanzado el 15 de septiembre de 1975, como parte del álbum "Wish You Were Here". En los CD enlaza también con la siguiente canción, "Have a Cigar". Es notable por su empleo de sintetizadores fuertemente procesados y guitarras, así como una gama amplia y variada de efectos de cinta.
La canción explora la visión negativa del grupo de la industria de música y toda sociedad industrializada. Trata de un aspirante a músico profesional a punto de firmar con un sórdido ejecutivo de la industria discográfica ("la máquina"). Cantada desde el punto de vista del ejecutivo, se predicen las ideas aparentemente rebeldes del muchacho ("Te compraste una guitarra para castigar a tu mamá / No te gusta la escuela / Y sabes que no eres la marioneta de nadie"). Posteriormente, según va siendo asimilado por la maquinaria se destroza esa fantasía de identidad personal "¿Qué soñaste? / No importa. Te diremos qué debes soñar". La letra es una clara alusión al desencanto del grupo con la industria musical, a la que ven como una máquina de generar dinero en lugar de foro de expresión artística.

## Videoclip
Gerald Scarfe creó el vídeoclip oficial, inicialmente como proyección de fondo para la gira musical In the Flesh en 1977; dicho videoclip muestra una sucesión de secuencias inquietantes: comienza con lo que parece ser gigantesco ajolote mecánico aproximándose en primer plano dentro de un paisaje urbano apocalíptico, el cual pudiera referirse a la portada del disco Tarkus de Emerson, Lake & Palmer; unas chimeneas industriales que se agrietan y exudan sangre; unas escuálidas ratas merodean entre vigas de acero; una torre que crece en medio de un desierto y se transforma en un monstruo que decapita a un hombre (El vídeo termina con la cabeza cercenada de ese hombre, y en lenta descomposición hasta quedar como calavera).
Posteriormente, un videoclip aficionado de David Martin en YouTube muestra un mensaje visual parecido al de G. Scarfe y la protesta contra la industria discográfica; el videoclip nombrado Welcome to the Machine (Pink Floyd animation) alude también a la saga cinematográfica The Matrix, equiparable a The Machine (la máquina) en el nombre de la canción, y que manifiesta un rol predestinado de los seres humanos en la actualidad por causa de la industrialización, automatización y globalización de la economía hacia un nuevo orden mundial.

## Créditos
Música y letra por Roger Waters.
- Roger Waters - Synthi-A VCS 3, voz de apoyo.
- David Gilmour - guitarras acústicas de 12 y 6 cuerdas, voz de apoyo.
- Richard Wright - Synthi-A VCS 3, sintetizadores ARP y minimoog, órgano Hammond.
- Nick Mason - tympani, cymbals.

Grabada de enero a julio de 1975 en los estudios Abbey Road, Londres.

## En directo
Durante el tour In the Flesh David Gilmour y Roger Waters cantaban el tema aunque inicialmente Waters solo hacía coros. Durante ese tour Gilmour interpretaba la canción con una Fender Stratocaster. Para posteriores giras, con Tim Renwick como guitarra principal, Gilmour empleó una guitarra acústica de 12 cuerdas.